# Liste der Monuments historiques in Saint-Vulbas
Die Liste der Monuments historiques in Saint-Vulbas führt die Monuments historiques in der französischen Gemeinde Saint-Vulbas auf.

## Liste der Bauwerke
| Bezeichnung           | Beschreibung              | Standort | Kennzeichnung | Schutzstatus | Datum | Bild           |
| --------------------- | ------------------------- | -------- | ------------- | ------------ | ----- | -------------- |
| Kapelle in Marcilleux | Erbaut im 11. Jahrhundert | (Lage)   | PA00116575    | Inscrit      | 1944  | weitere Bilder |

## Liste der Objekte
- Monuments historiques (Objekte) in Saint-Vulbas in der Base Palissy des französischen Kultusministeriums